# Jasov
Jasov (Hongaars: Jászó) is een Slowaakse gemeente in de regio Košice, en maakt deel uit van het district Košice-okolie.
Jasov telt 3.153 inwoners.
De gemeente behoorde van oudsher tot de Hongaarstalige regio, in 1948 werd er echter een bevolkingsruil tussen Hongaren en Slowaken afgedwongen. Voor dat jaar was circa 90% van de bevolking van de gemeente Hongaars, nadien kwamen de Slowaken in de meerderheid. In 2011 woonden er in het dorp nog circa 300 etnische Hongaren.